# Irrigon
Irrigon és una població dels Estats Units a l'estat d'Oregon. Segons el cens del 2000 tenia 1.702 habitants.

## Demografia
Segons el cens del 2000, Irrigon tenia 1.702 habitants, 565 habitatges, i 441 famílies. La densitat de població era de 530 habitants per km².
Dels 565 habitatges en un 40,2% hi vivien nens de menys de 18 anys, en un 60% hi vivien parelles casades, en un 12,4% dones solteres, i en un 21,8% no eren unitats familiars. En el 16,5% dels habitatges hi vivien persones soles el 6% de les quals corresponia a persones de 65 anys o més que vivien soles. El nombre mitjà de persones vivint en cada habitatge era de 3,01 i el nombre mitjà de persones que vivien en cada família era de 3,33.
Per edats la població es repartia de la següent manera: un 32,5% tenia menys de 18 anys, un 10% entre 18 i 24, un 27,1% entre 25 i 44, un 21% de 45 a 60 i un 9,4% 65 anys o més.
L'edat mediana era de 30 anys. Per cada 100 dones de 18 o més anys hi havia 96,1 homes.
La renda mediana per habitatge era de 35.799$ i la renda mediana per família de 35.573$. Els homes tenien una renda mediana de 29.435$ mentre que les dones 21.953$. La renda per capita de la població era de 14.600$. Aproximadament el 12,9% de les famílies i el 13,8% de la població estaven per davall del llindar de pobresa.

## Poblacions més properes
El següent diagrama mostra les poblacions més properes.